# Glasgow School of Art

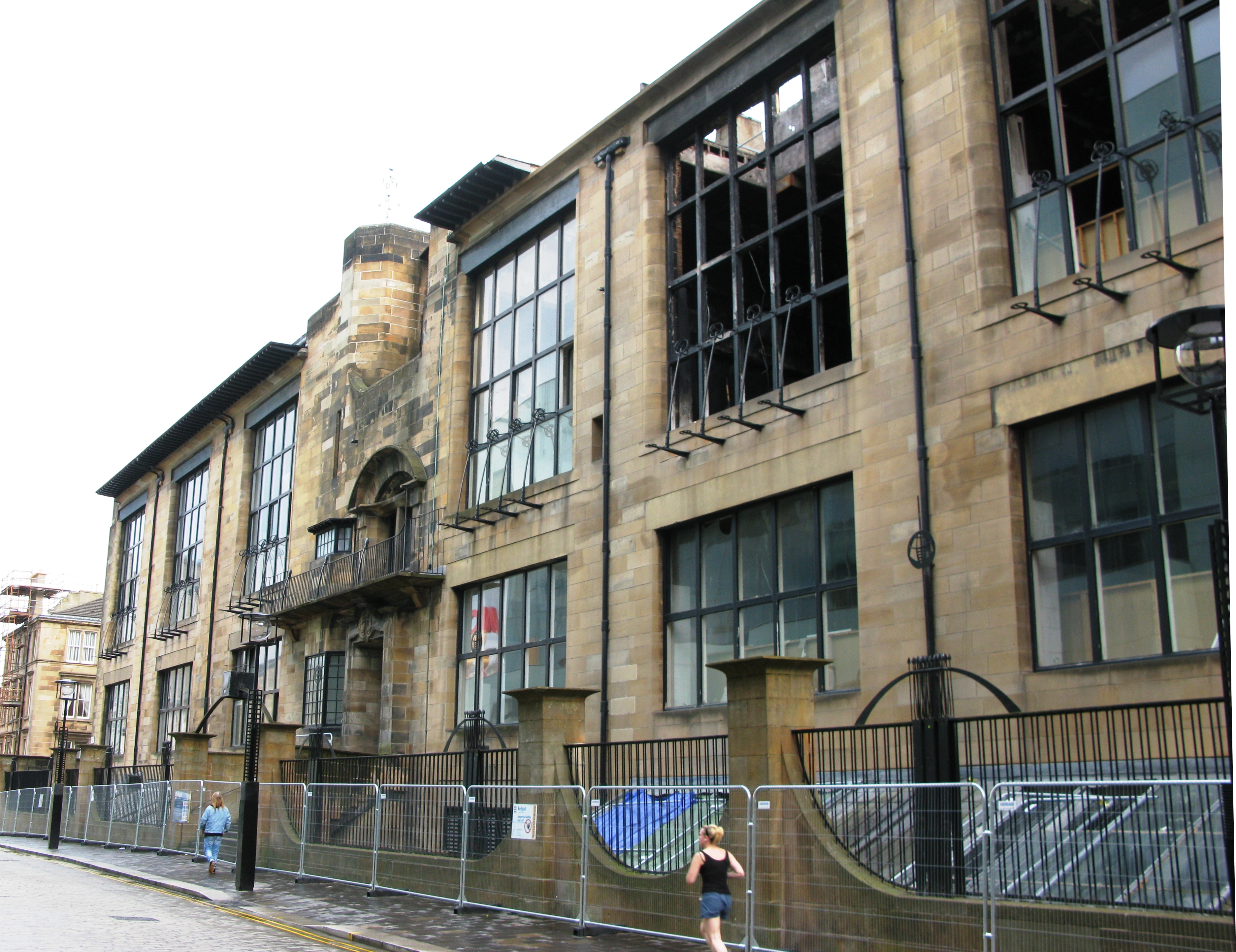
Glasgow School of Art, fasaden mot norr efter 2014 års brand

Glasgow School of Art är en konsthögskola i Glasgow i Skottland i Storbritannien.
Glasgow School of Art grundades 1845 och hette då Glasgow Government School of Design. Den nuvarande skolbyggnaden på 167 Renfrew Street uppfördes 1897–1909 efter ritningar av den kände Glasgowarkitekten Charles Rennie Mackintosh i jugendstil. Både han och hans hustru Margaret Macdonald Mackintosh var studerande vid skolan. 
Bland andra tidigare elever märks skådespelaren och regissören Peter Capaldi, skådespelaren Robbie Coltrane, landskapsmålaren Alfred East, konstnären Douglas Gordon, regissören Alexander Mackendrick, konstnärerna Simon Starling och David Shrigley, arkitekten James Stirling och musikern Richard Wright.
Glasgow School of Art har omkring 1 600 studerande.
Den historiska huvudbyggnaden drabbades av en större brand 23 maj 2014. Inga personer skadades och omkring 70 procent av inventarierna och 90 procent av byggnaden kunde räddas, men bland annat förstördes det historiska Mackintoshbiblioteket. Huvudbyggnaden har förväntats åter tas i bruk efter avslutad renovering, men den 15 juni 2018 utbröt en ny, mycket omfattande brand.

## Bildgalleri

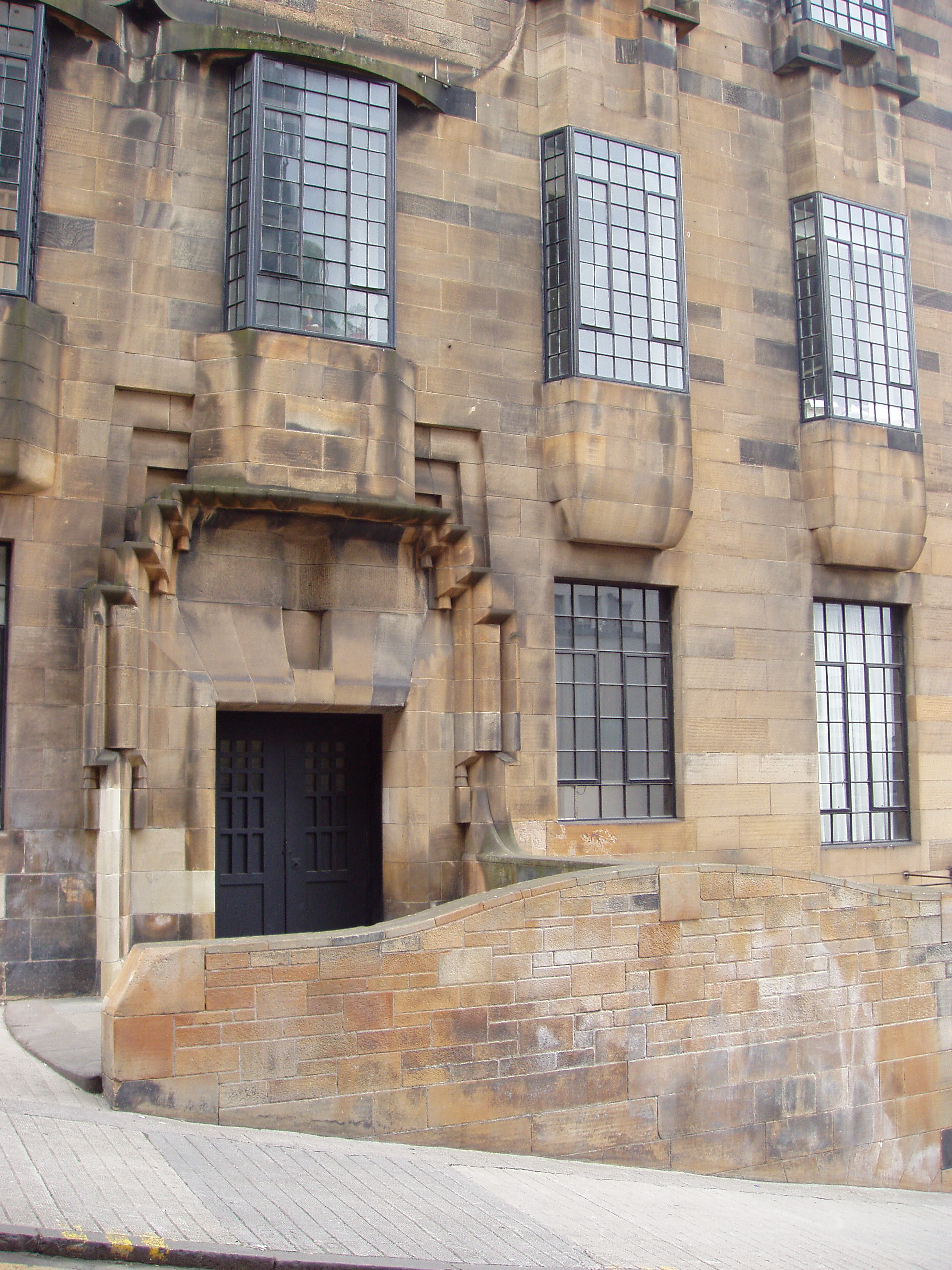
Del av fasad
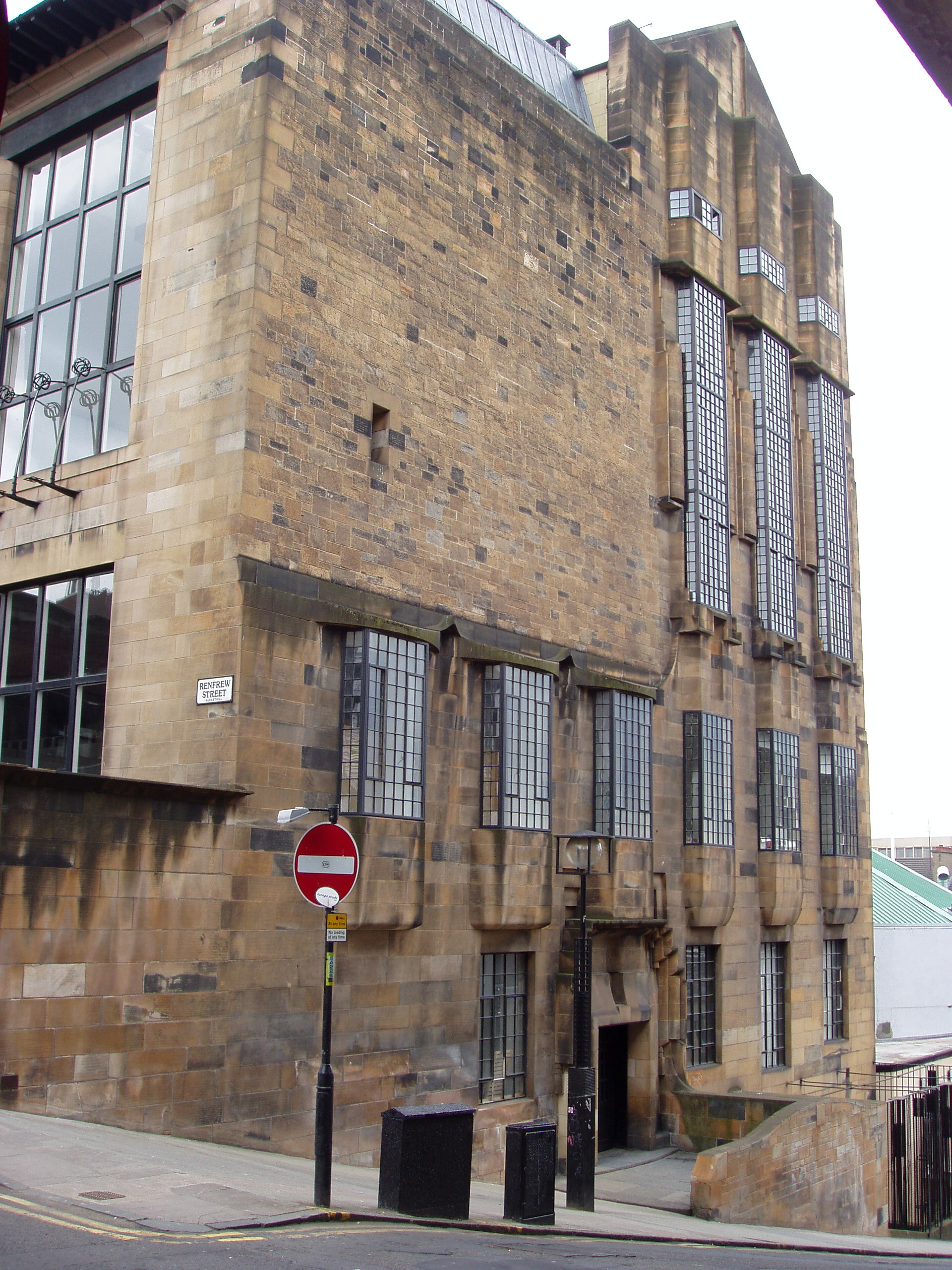
Västra fasaden
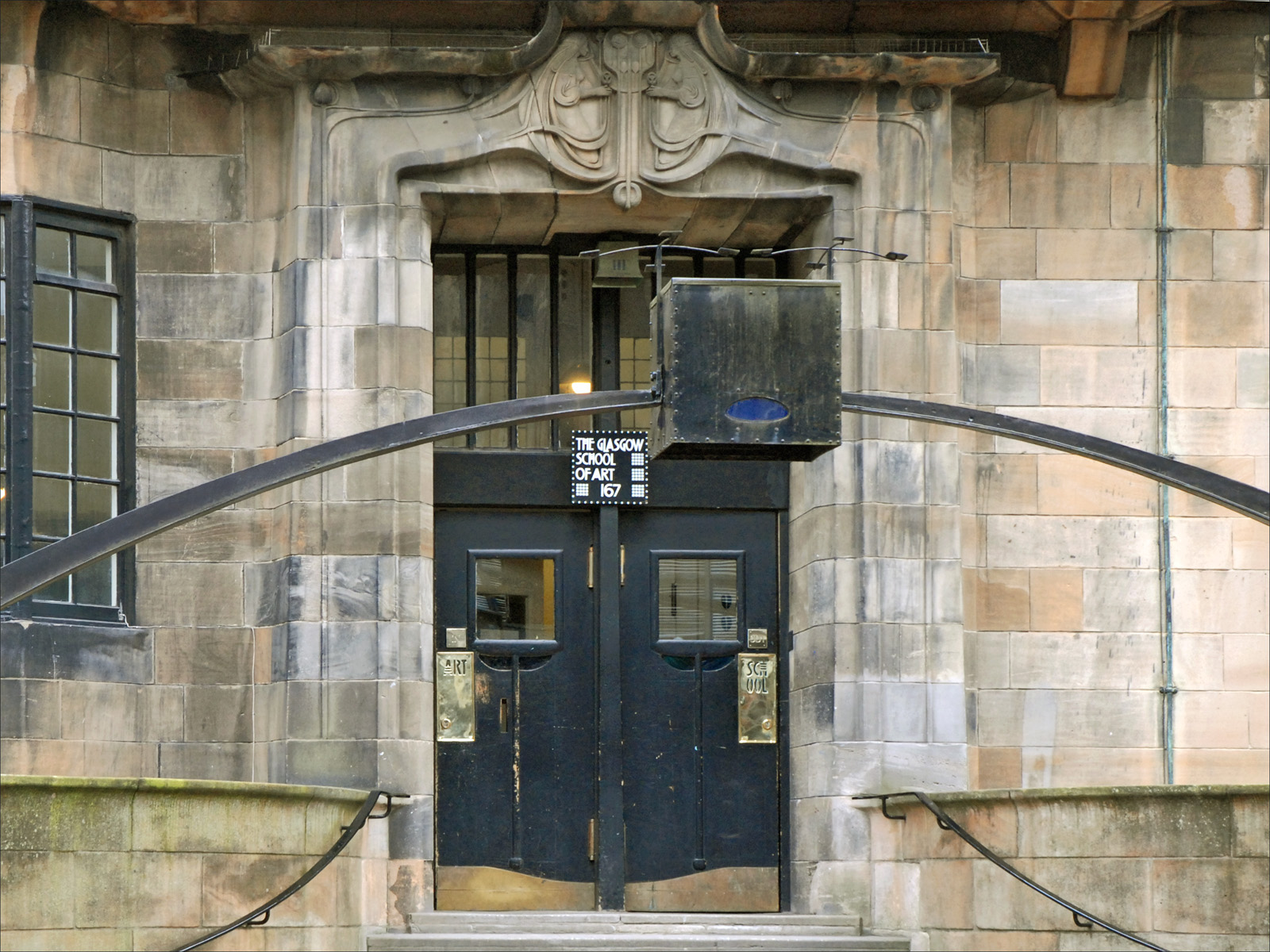
Entrén
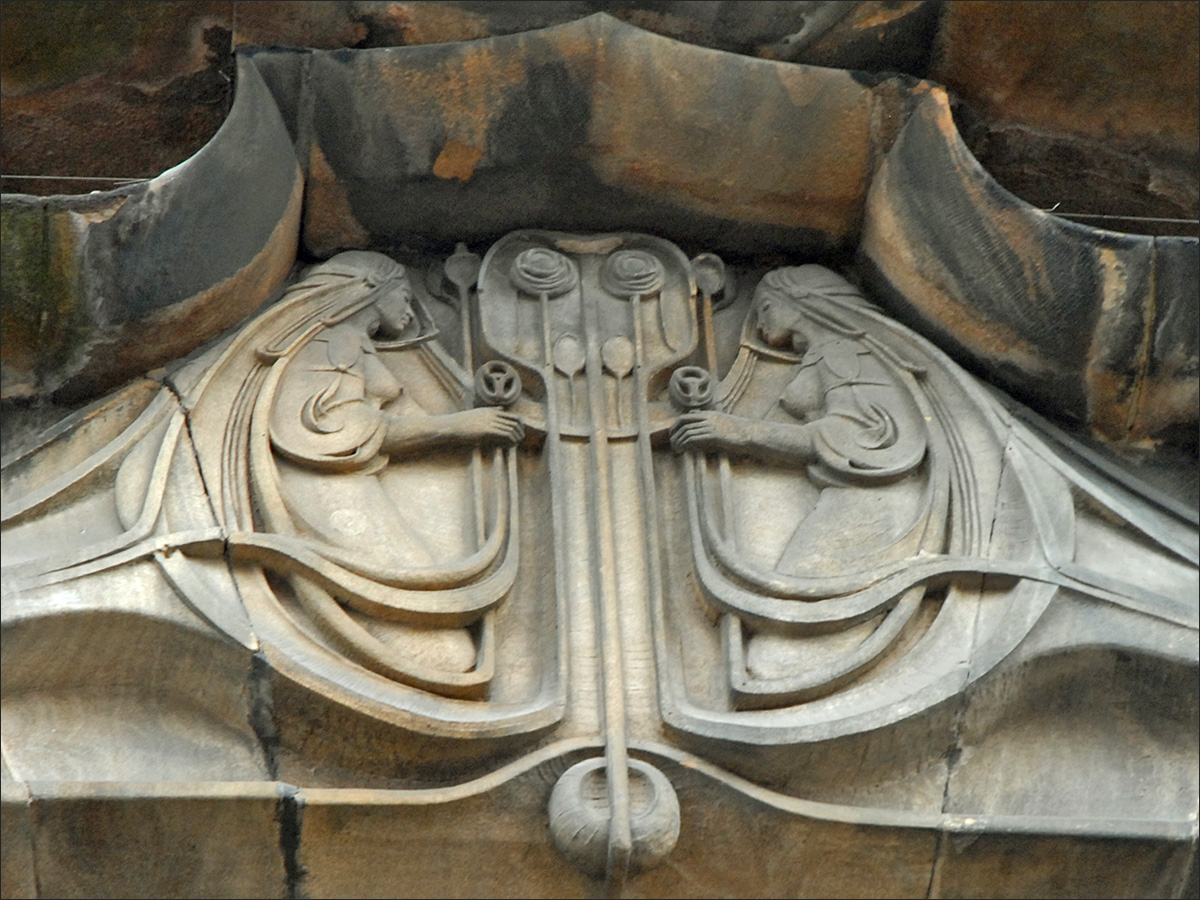
Utsmyckning över entrén
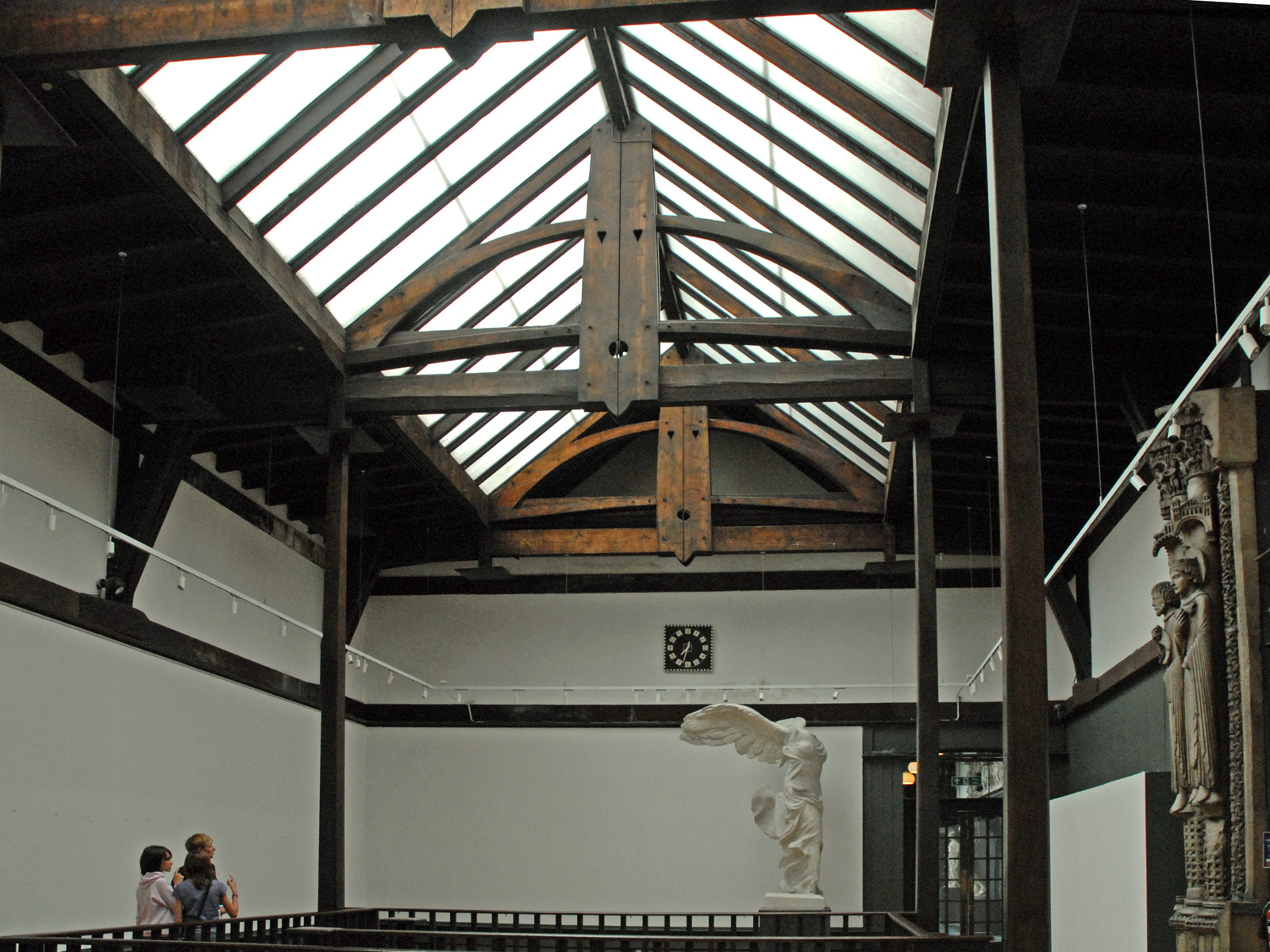
Atrium
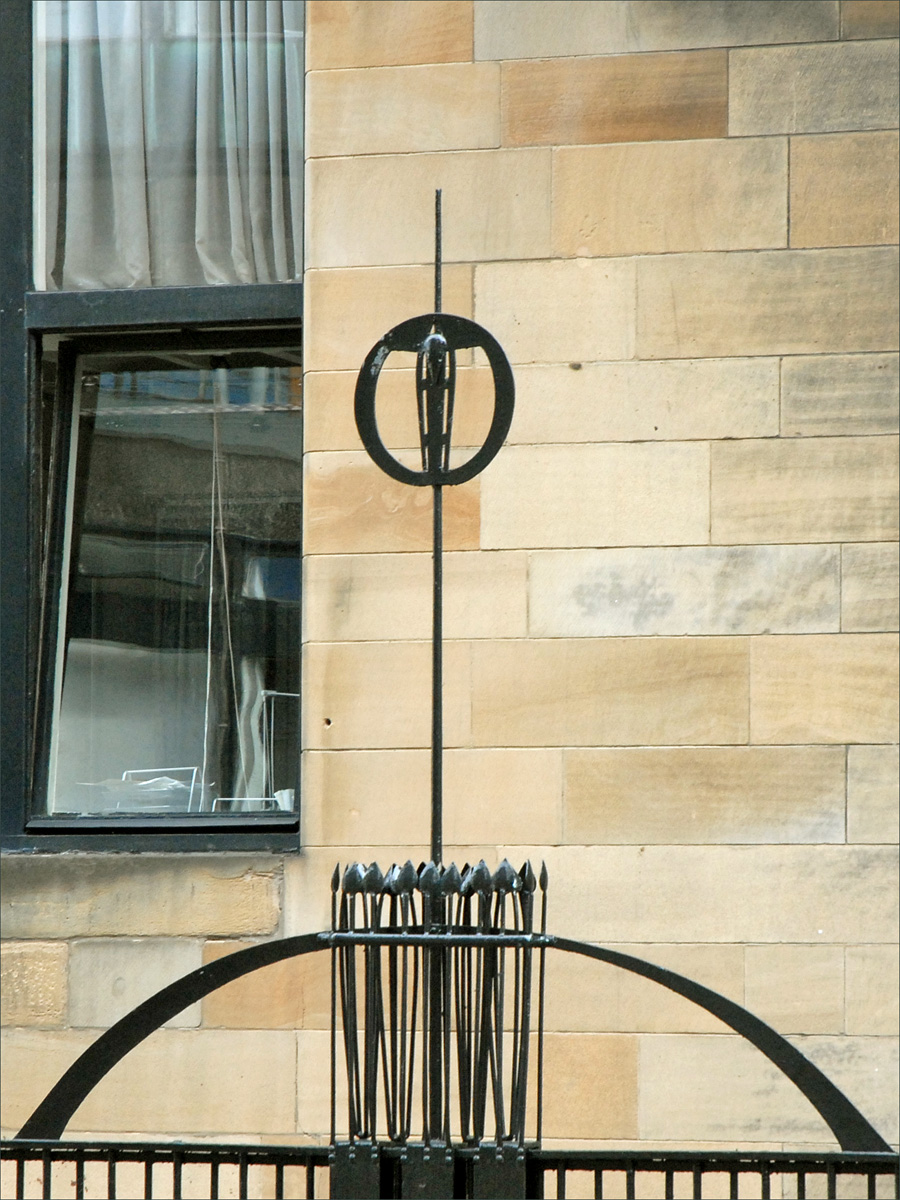
Symbol för Glasgow School of Art